# Pont de la Unitat
El pont de la Unitat (a vegades anomenat "Unity Bridge 1") és un pont que travessa el riu Rovuma a Negomano, Moçambic, entre Tanzània i Moçambic. La seva es va proposar ja en 1975, poc després de la independència de Moçambic.
Va ser idea dels expresidents dels dos països, Mwalimu Nyerere i Samora Machel. Es van completar diversos estudis de disseny i obres de construcció limitada a principis de la dècada de 1980, però el Pont de la Unitat no es va acabar a causa de la falta de fons.
En 2002 els dos governs nacionals van arribar a un acord formal per construir un nou pont sobre el riu. Les primeres pedres dels fonaments van ser col·locades tant a Tanzània i Moçambic el 10 d'octubre de 2005. La construcció va ser planejada inicialment per ser acabada en 2008.
El 2005 es va adjudicar el contracte per al disseny preliminar i supervisió de la construcció del pont a Norconsult. Tindrà al voltant de 720 m de longitud.
El projecte impulsarà el desenvolupament de la Regió de Mtwara (Tanzània) i Cabo Delgado (Moçambic) com a regió de la Comunitat de Desenvolupament de l'Àfrica Austral, ja que és un component important de la Desenvolupament del Corredor Mtwara. També s'escurçarà la distància al llarg de la carretera panafricana.
Els ambientalistes diuen que destruiria la Reserva Nacional del Niassa a Moçambic, que és la llar de ramats d'elefants, búfals.
El Pont de la Unitat sobre el riu Rovuma va ser construït per la China Geo-Engineering Corporation i finalment inaugurat el 12 de maig de 2010 pels presidents de Moçambic i Tanzània.
Es va iniciar la rehabilitació dels camins d'accés a banda i banda del pont. Un segon pont més petit Unitat 2 es va completar el 2007.